# Elecciones parlamentarias de Chile de 1921
En las elecciones parlamentarias de 1921, se eligieron 118 diputados y se renovaron solo 19 de 32 senadores. Teniendo esta elección como gran vencedora a la Unión Liberal. En la oportunidad los conservadores y nacionales fueron desplazados por el gran auge de las políticas sociales patrocinadas por el gobierno de Juan Luis Sanfuentes y proseguidas por Arturo Alessandri Palma, a raíz de diferentes conflictos obreros en el norte del país.
El crecimiento poblacional en estos tres años fue mínimo, por lo cual no hubo reparos en la División Electoral de Chile. Asimismo, el crecimiento de votantes también fue lento, manteniendo un promedio estandarizado del universo de ciudadanos.

## Elección de laCámara de Diputados

### Resultados
| #                           | Pacto o partido             | Sigla                       | Votos        | %?      | Dip.?   | %?       | ± %?    | ± D.?       |
| --------------------------- | --------------------------- | --------------------------- | ------------ | ------- | ------- | -------- | ------- | ----------- |
| 1                           | Alianza Liberal             |                             |              |         | 68      | 57,63 %  |         | +1          |
|                             | Partido Radical             | PR                          | 60 525       | 20,35 % |         |          | -1,03 % |             |
| Partido Liberal             | PL                          | 56 309                      | 18,93 %      | 24      | 20,34 % | -10,02 % | -5      |             |
| Partido Demócrata           | PD                          | 23 890                      | 8,03 %       | 12      | 10,17 % | 3,08 %   | +7      |             |
| 2                           | Unión Nacional              |                             |              |         | 48      | 40,68 %  |         | -3          |
|                             | Partido Conservador         | PCon                        | 36 710       | 18.6 %  | 26      | 22,03 %  |         | Sin cambios |
| Partido Liberal Democrático | PLD                         | léase nota 1                | léase nota 1 | 8       | 6,78 %  |          | -7      |             |
| Partido Nacional            | PN                          | 8097                        | 2,72 %       | 4       | 3,39 %  | -6,42 %  | -6      |             |
| 3                           | Partido Obrero Socialista   | POS                         | 4814         | 2,16 %  | 2       | 1,69 %   | 1,52 %  | +2          |
| Total de sufragios emitidos | Total de sufragios emitidos | Total de sufragios emitidos | 197 267      | 100 %   |         |          |         |             |

### Listado de diputados 1921-1924
| Departamentos              | N°  | Diputado                            | Partido |
| -------------------------- | --- | ----------------------------------- | ------- |
| Tarapacá Pisagua           | 1   | Carlos Briones Luco                 | PR      |
| Tarapacá Pisagua           | 2   | Luis Cruz Steghmanns                | POS     |
| Tarapacá Pisagua           | 3   | Horacio Mujica Mardones             | PL      |
| Tarapacá Pisagua           | 4   | Gustavo Silva Campos                | PR      |
| Antofagasta                | 5   | Leonardo Guzmán Cortés              | PR      |
| Antofagasta                | 6   | Luis Emilio Recabarren Serrano      | POS     |
| Tocopilla Taltal           | 7   | Arturo Hiparco Lois Fraga           | PR      |
| Tocopilla Taltal           | 8   | Manuel O'Ryan Carrasco              | PD      |
| Copiapó Chañaral Freirina  | 9   | Enrique Oyarzún Mondaca             | PR      |
| Copiapó Chañaral Freirina  | 10  | Wenceslao Sierra                    | PR      |
| Copiapó Chañaral Freirina  | 11  | Bruno Sergio Pizarro Espoz          | PCon    |
| La Serena Coquimbo Elqui   | 12  | Manuel Francisco Barros Castañón    | PR      |
| La Serena Coquimbo Elqui   | 13  | Aquiles Vergara Vicuña              | PR      |
| La Serena Coquimbo Elqui   | 14  | Oscar Urzúa Jaramillo               | PLD     |
| Ovalle Combarbalá Illapel  | 15  | Roberto Sánchez García de la Huerta | PLD     |
| Ovalle Combarbalá Illapel  | 16  | Joaquín Yrarrázabal Larraín         | PCon    |
| Ovalle Combarbalá Illapel  | 17  | Ramón Ernesto Videla Cortés         | PR      |
| Ovalle Combarbalá Illapel  | 18  | José Antonio Echavarría             | PN      |
| Petorca La Ligua           | 19  | Juan Andrés Guerra Toledo           | PN      |
| Petorca La Ligua           | 20  | Héctor Claro Salas                  | PL      |
| San Felipe Los Andes       | 21  | Luis Alberto Cereceda Alfaro        | PR      |
| San Felipe Los Andes       | 22  | Tito Vespasiano Lisoni MacClure     | PLD     |
| San Felipe Los Andes       | 23  | Diego Francisco Bulnes Correa       | PL      |
| Valparaíso Casablanca      | 24  | Elías González Medina               | PCon    |
| Valparaíso Casablanca      | 25  | Jaime Larraín García-Moreno         | PCon    |
| Valparaíso Casablanca      | 26  | Abraham Leckie Allen                | PD      |
| Valparaíso Casablanca      | 27  | Eduardo Germain Köening             | PN      |
| Valparaíso Casablanca      | 28  | Arturo Cubillos Pareja              | PR      |
| Valparaíso Casablanca      | 29  | Celso Aníbal Cruzat Ortega          | PR      |
| Valparaíso Casablanca      | 30  | Luis Antonio González               | PR      |
| Quillota Limache           | 31  | Guillermo Azócar Álvarez            | PLD     |
| Quillota Limache           | 32  | Ramón De La Vega Cortés             | PD      |
| Quillota Limache           | 33  | Eduardo Yrarrázaval Concha          | PCon    |
| Santiago                   | 34  | Romualdo Silva Cortés               | PCon    |
| Santiago                   | 35  | Ramón Herrera Lira                  | PCon    |
| Santiago                   | 36  | Pablo Marín Pinuer                  | PCon    |
| Santiago                   | 37  | Vicente Adrián Villalobos           | PD      |
| Santiago                   | 38  | Luis Correa Ramírez                 | PD      |
| Santiago                   | 39  | Ismael Edwards Matte                | PL      |
| Santiago                   | 40  | Tomás Ramírez Frías                 | PL      |
| Santiago                   | 41  | Absalón Valencia Zavala             | PLD     |
| Santiago                   | 42  | Miguel Luis Yrarrázaval Smith       | PN      |
| Santiago                   | 43  | Jorge Hormann Soruco                | PN      |
| Santiago                   | 44  | Santiago Labarca Labarca            | PR      |
| Santiago                   | 45  | Víctor Celis Maturana               | PR      |
| Santiago                   | 46  | Luis Salas Romo                     | PR      |
| Melipilla La Victoria      | 47  | Samuel Claro Lastarria              | PL      |
| Melipilla La Victoria      | 48  | Rafael Gumucio Vergara              | PCon    |
| Melipilla La Victoria      | 49  | Manuel Cruzat Vicuña                | PCon    |
| Melipilla La Victoria      | 50  | Nicolás Cordero Albano              | PL      |
| Rancagua Cachapoal Maipo   | 51  | Jorge Silva Somarriva               | PLD     |
| Rancagua Cachapoal Maipo   | 52  | Guillermo Edwards Matte             | PL      |
| Rancagua Cachapoal Maipo   | 53  | Hernán Correa Roberts               | PL      |
| Caupolicán                 | 54  | José Exequiel González Cortés       | PCon    |
| Caupolicán                 | 55  | Alfredo Piwonka Gilabert            | PR      |
| Caupolicán                 | 56  | Joaquín Tagle Ruiz                  | PCon    |
| San Fernando               | 57  | Armando Jaramillo Valderrama        | PL      |
| San Fernando               | 58  | José Onofre Bunster Villagra        | PL      |
| San Fernando               | 59  | Ismael Pereira Íñiguez              | PCon    |
| Curicó                     | 60  | Félix Moreno Correa                 | PLD     |
| Curicó                     | 61  | Luis Alberto Undurraga              | PCon    |
| Santa Cruz Vichuquén       | 62  | Francisco Garcés Gana               | PL      |
| Santa Cruz Vichuquén       | 63  | Francisco Vidal Garcés              | PCon    |
| Talca                      | 64  | Matías Silva Sepúlveda              | PL      |
| Talca                      | 65  | Luis Ambrosio Concha Rodríguez      | PR      |
| Talca                      | 66  | Guillermo Holman Landerberger       | PR      |
| Curepto Lontué             | 67  | Carlos De Castro Ortúzar            | PCon    |
| Curepto Lontué             | 68  | Eduardo Opazo Letelier              | PL      |
| Linares                    | 69  | Onofre Lillo Aztorquiza             | PL      |
| Linares                    | 70  | Luis Rozas Ariztía                  | PCon    |
| Parral Loncomilla          | 71  | Manuel José Correa Núñez            | PCon    |
| Parral Loncomilla          | 72  | José Alejandro Roselott Frías       | PR      |
| Constitución Cauquenes     | 73  | Alejandro Herquíñigo Gómez          | PLD     |
| Constitución Cauquenes     | 74  | Aníbal Rodríguez Herrera            | PN      |
| Constitución Cauquenes     | 75  | Enrique Rodríguez Mac Iver          | PR      |
| Maule Itata                | 76  | Abaraím Concha Aramburu             | PR      |
| Maule Itata                | 77  | Tomás Menchaca Lira                 | PCon    |
| San Carlos                 | 78  | Luis Serrano Arrieta                | PR      |
| San Carlos                 | 79  | Guillermo Cortés Silva              | PL      |
| Chillán                    | 80  | Roberto Pouchoucq Etchepare         | PR      |
| Chillán                    | 81  | Héctor Zañartu Urrutia              | PCon    |
| Bulnes Yungay              | 82  | Manuel Ortíz Espinoza               | PR      |
| Bulnes Yungay              | 83  | Luis Navarro Ocampo                 | PCon    |
| Coelemu Talcahuano         | 84  | Manuel José Navarrete               | PD      |
| Coelemu Talcahuano         | 85  | Rafael Torreblanca Campusano        | PR      |
| Rere Puchacay              | 86  | Pedro María Rivas Vicuña            | PR      |
| Rere Puchacay              | 87  | José Francisco Urrejola Menchaca    | PCon    |
| Rere Puchacay              | 88  | Alberto Collao                      | PLD     |
| Concepción Lautaro         | 89  | Francisco Jorquera Fuhrmann         | PR      |
| Concepción Lautaro         | 90  | Robinson Paredes Pacheco            | PD      |
| Concepción Lautaro         | 91  | Juan Pradenas Muñoz                 | PD      |
| Arauco Lebu Cañete         | 92  | Juan Bautista González Reyes        | PR      |
| Arauco Lebu Cañete         | 93  | Remigio Medina Neira                | PR      |
| Arauco Lebu Cañete         | 94  | Juan Vargas Márquez                 | PD      |
| La Laja Nacimiento Mulchén | 95  | Carlos Ruiz Bahamonde               | PR      |
| La Laja Nacimiento Mulchén | 96  | José Maza Fernández                 | PLD     |
| La Laja Nacimiento Mulchén | 97  | Julio René De La Jara Zúñiga        | PLD     |
| La Laja Nacimiento Mulchén | 98  | Manuel Serrano Arrieta              | PR      |
| Angol Traiguén             | 99  | Oscar Chanks Camus                  | PD      |
| Angol Traiguén             | 100 | Eulogio Rojas Mery                  | PR      |
| Mariluán Collipulli        | 101 | Cornelio Saavedra Montt             | PN      |
| Mariluán Collipulli        | 102 | Miguel Ángel Padilla Anguita        | PR      |
| Temuco Imperial Llaima     | 103 | Domingo Durán Bernales              | PR      |
| Temuco Imperial Llaima     | 104 | Braulio Navarro Antonis             | PR      |
| Temuco Imperial Llaima     | 105 | Pedro Nolasco Mena Larraín          | PCon    |
| Temuco Imperial Llaima     | 106 | Artemio Gutiérrez Vidal             | PD      |
| Valdivia La Unión          | 107 | Pedro Nolasco Cárdenas Avendaño     | PD      |
| Valdivia La Unión          | 108 | Domingo Matte Larraín               | PL      |
| Valdivia La Unión          | 109 | Pedro Duhalde Vásquez               | PR      |
| Valdivia La Unión          | 110 | Adolfo Oettinger Stegmaier          | PR      |
| Osorno                     | 111 | Agustín Correa Bravo                | PLD     |
| Osorno                     | 112 | Arturo Montecinos Rozas             | PR      |
| Carelmapu Llanquihue       | 113 | Ernesto Escobar Morales             | PL      |
| Carelmapu Llanquihue       | 114 | Guillermo Förster Gebauer           | PCon    |
| Ancud                      | 115 | Eduardo Grez Padilla                | PR      |
| Ancud                      | 116 | Guillermo Pereira Íñiguez           | PCon    |
| Quinchao Castro            | 117 | José Enrique Balmaceda Toro         | PLD     |
| Quinchao Castro            | 118 | Francisco Bórquez Pérez             | PR      |

#### Presidentes de la Cámara de Diputados
| Inicio                  | Término                 | Presidente | Presidente               | Partido | Partido |
| ----------------------- | ----------------------- | ---------- | ------------------------ | ------- | ------- |
| 15 de mayo de 1921      | 2 de junio de 1922      |            | Carlos Ruiz Bahamonde    |         | PR      |
| 2 de junio de 1922      | 5 de junio de 1923      |            | Pedro María Rivas Vicuña |         | PR      |
| 5 de junio de 1923      | 10 de julio de 1923     |            | Remigio Medina Neira     |         | PR      |
| 10 de julio de 1923     | 26 de diciembre de 1923 |            | Víctor Celis Maturana    |         | PR      |
| 26 de diciembre de 1923 | 15 de mayo de 1924      |            | Luis Salas Romo          |         | PR      |

## Elección delSenado

### Listado de senadores 1921-1924
El Senado de 1921 se compuso de 32 senadores, 19 de los cuales fueron renovados en esta oportunidad. Los otros 13 mantuvieron su escaño desde la elección anterior, realizada en 1918 para el período (1918-1924). Aquellos senadores marcados en celdas oscuras corresponden a los electos para este período legislativo (1921-1927).
| Provincias  | N° | Senador                             | Partido |
| ----------- | -- | ----------------------------------- | ------- |
| Tarapacá    | 1  | Ramón Briones Luco                  | PR      |
| Antofagasta | 2  | Héctor Arancibia Laso               | PR      |
| Atacama     | 3  | Enrique MacIver Rodríguez           | PR      |
| Coquimbo    | 4  | Alfredo Escobar Campaña             | PR      |
| Coquimbo    | 5  | Rafael Urrejola Mulgrew             | PCon    |
| Aconcagua   | 6  | Luis Claro Solar                    | PL      |
| Aconcagua   | 7  | Alberto González Errázuriz          | PCon    |
| Valparaíso  | 8  | Luis Garnham Moreno                 | PL      |
| Valparaíso  | 9  | Arturo Lyon Peña                    | PCon    |
| Santiago    | 10 | Armando Quezada Acharán             | PR      |
| Santiago    | 11 | Ismael Tocornal Tocornal            | PL      |
| Santiago    | 12 | Zenón Torrealba Ilabaca             | PD      |
| Santiago    | 13 | Guillermo Bañados Honorato          | PD      |
| Santiago    | 14 | Francisco Huneeus Gana              | PCon    |
| Cachapoal   | 15 | Juan Enrique Concha Subercaseaux    | PCon    |
| Cachapoal   | 16 | Ricardo Valdés Bustamante           | PL      |
| Colchagua   | 17 | Jorge Errázuriz Tagle               | PCon    |
| Colchagua   | 18 | Régulo Valenzuela Riveros           | PN      |
| Curicó      | 19 | Pedro Opazo Letelier                | PL      |
| Talca       | 20 | Arturo Besa Navarro                 | PN      |
| Linares     | 21 | Alfredo Barros Errázuriz            | PCon    |
| Maule       | 22 | Héctor Zañartu Prieto               | PLD     |
| Ñuble       | 23 | Luis Enrique Concha González        | PD      |
| Concepción  | 24 | Pedro Aguirre Cerda                 | PR      |
| Concepción  | 25 | Enrique Zañartu Prieto              | PLD     |
| Biobío      | 26 | Fernando Freire García de la Huerta | PL      |
| Arauco      | 27 | Juan Serrano Squella                | PL      |
| Malleco     | 28 | Gonzalo Bulnes Pinto                | PL      |
| Cautín      | 29 | José Pedro Alessandri Palma         | PL      |
| Valdivia    | 30 | Eliodoro Yáñez Ponce de León        | PLD     |
| Llanquihue  | 31 | Julio Buschman Von Desauer          | PR      |
| Chiloé      | 32 | Rafael Ariztía Lyon                 | PCon    |

#### Presidentes del Senado
| Inicio             | Término            | Presidente | Presidente       | Partido | Partido |
| ------------------ | ------------------ | ---------- | ---------------- | ------- | ------- |
| 15 de mayo de 1921 | 15 de mayo de 1924 |            | Luis Claro Solar |         | PL      |